# サムライカアサン
『サムライカアサン』は、板羽皆による日本の漫画作品。『コーラス』（集英社）にて、2005年2月号から2011年11・12月合併号まで連載され、単行本は全8巻が発売。続編の『サムライカアサンプラス』が新創刊された『Cocohana』（同）にて創刊号より2016年1月号まで連載された。同誌にて最新シリーズ『サムライカアサンNEO』が2021年4月号より2022年6月号まで連載された。
パワフルなオカン・よい子と息子・たけしの日々を描いた作品。
2021年10月から城島茂主演でテレビドラマ化された。

## 登場人物
たけし
本作の主人公。高校生。
伊佐木よい子（いさぎ よいこ）
たけしの母。
ジョージ
たけしの父。
小川こずえ（おがわ こずえ）
たけしの彼女。

## 書誌情報
- 板羽皆 『サムライカアサン』 集英社〈クイーンズコミックス〉、全8巻[5]
  1. 2006年5月19日発売[6]、ISBN 4-08-865344-0
  2. 2006年12月19日発売[7]、ISBN 4-08-865379-3
  3. 2007年6月19日発売[8]、ISBN 978-4-08-865408-9
  4. 2007年12月19日発売[9]、ISBN 978-4-08-865441-6
  5. 2008年10月17日発売[10]、ISBN 978-4-08-865503-1
  6. 2009年10月19日発売[11]、ISBN 978-4-08-865562-8
  7. 2011年2月18日発売[12]、ISBN 978-4-08-865615-1
  8. 2011年11月18日発売[13]、ISBN 978-4-08-865649-6
- 板羽皆 『サムライカアサンプラス』 集英社〈マーガレットコミックス〉、全4巻
  1. 2012年10月25日発売[14]、ISBN 978-4-08-846850-1
  2. 2013年9月25日発売[15]、ISBN 978-4-08-845107-7
  3. 2014年12月25日発売[16]、ISBN 978-4-08-845322-4
  4. 2016年3月25日発売[17]、ISBN 978-4-08-845547-1
- 板羽皆 『サムライカアサン 笑いと涙の傑作選』 集英社〈マーガレットコミックス〉、2021年9月24日発売[18]、ISBN 978-4-08-844521-2
- 板羽皆 『サムライカアサンNEO』 集英社〈マーガレットコミックス〉、全2巻
  1. 2021年10月25日発売[19]、ISBN 978-4-08-844541-0
  2. 2022年7月25日発売[20]、ISBN 978-4-08-844670-7

## テレビドラマ
『サムライカアサン』のタイトルで、2021年10月12日（11日深夜）から12月14日（13日深夜）まで、日本テレビ製作・日本テレビ系の深夜ドラマ枠『シンドラ』で放送。主演は城島茂。

### キャスト
- よい子 - 城島茂（TOKIO）[4]
- たけし - 大西風雅（Lil かんさい/関西ジャニーズJr.）[21]
- ジョージ - 有野晋哉（よゐこ）[21]
- 小川こずえ - 井頭愛海[21]

### スタッフ
- 原作：板羽皆「サムライカアサン」
- 脚本：服部隆
- 演出：内田秀実、中茎強、今和紀
- 音楽：大隅知宇
- 主題歌：関ジャニ∞「ココロに花」（INFINITY RECORDS）[22]
- 技術協力：ビデオスタッフ
- CG：マリンポスト
- 美術協力：フジアール
- 音響効果：スポット
- ポスプロ：アップサイド
- 制作管理：アバンズゲート
- スタジオ：日活調布撮影所
- 編成企画：安島隆、河野雄平
- コンテンツプロデューサー：藤澤季世子
- チーフプロデューサー：三上絵里子
- プロデューサー：松原浩、長松谷太郎、難波利昭
- 制作プロダクション：AX-ON
- 製作・著作：日本テレビ、ジェイ・ストーム

### 放送日程
| 話数   | 放送日   | サブタイトル | サブタイトル             | 演出     |
| ------ | -------- | ------------ | ------------------------ | -------- |
| 第1話  | 10月12日 | Episode1     | オカンと弁当             | 内田秀実 |
| 第1話  | 10月12日 | Episode2     | たけしの恋とオカンの愛   | 内田秀実 |
| 第2話  | 10月19日 | Episode3     | たけし、彼女を連れてくる | 内田秀実 |
| 第2話  | 10月19日 | Episode4     | オカンとウオノメ         | 内田秀実 |
| 第3話  | 10月26日 | Episode5     | たけしの秘密             | 内田秀実 |
| 第4話  | 11月2日  | Episode6     | オカンとたけしの風邪物語 | 中茎強   |
| 第4話  | 11月2日  | Episode7     | 伊佐家家族旅行           | 中茎強   |
| 第5話  | 11月9日  | Episode8     | オカンのひざ             | 中茎強   |
| 第5話  | 11月9日  | Episode9     | オカン三者面談           | 中茎強   |
| 第6話  | 11月16日 | Episode10    | やもりやもられ           | 中茎強   |
| 第6話  | 11月16日 | Episode11    | こずえちゃんのコップ     | 中茎強   |
| 第7話  | 11月23日 | Episode12    | オカン曜日               | 今和紀   |
| 第7話  | 11月23日 | Episode13    | 松永のおっちゃんの話     | 今和紀   |
| 第8話  | 11月30日 | Episode14    | コンビ・青春・夢・オカン | 内田秀実 |
| 第8話  | 11月30日 | Episode15    | 青春ライスボール         | 内田秀実 |
| 第9話  | 12月7日  | Episode16    | もう一つの卒業式         | 中茎強   |
| 最終話 | 12月14日 | Episode17    | 18年。                   | 内田秀実 |

### 放送時間
| 放送期間                      | 放送時間                     | 放送局         | 対象地域   | 備考       |
| ----------------------------- | ---------------------------- | -------------- | ---------- | ---------- |
| 2021年10月12日 - 12月14日     | 火曜 0:59 - 1:29（月曜深夜） | 日本テレビ     | 関東広域圏 | 製作局     |
|                               |                              | 札幌テレビ放送 | 北海道     | [ 備考 1 ] |
|                               |                              | ミヤギテレビ   | 宮城県     |            |
|                               |                              | 静岡第一テレビ | 静岡県     |            |
|                               |                              | 熊本県民テレビ | 熊本県     | [ 備考 2 ] |
| 2021年10月18日 - 12月27日     | 月曜 2:42 - 3:18（日曜深夜） | 読売テレビ     | 近畿広域圏 | [ 備考 4 ] |
| 2021年10月21日 - 12月23日     | 木曜 1:37 - 2:07（水曜深夜） | 中京テレビ     | 中京広域圏 |            |
| 2021年10月22日 - 12月24日     | 金曜 0:59 - 1:29（木曜深夜） | 福岡放送       | 福岡県     | [ 備考 6 ] |
| 2021年10月23日 - 2022年1月8日 | 土曜 1:59 - 2:29（金曜深夜） | 北日本放送     | 富山県     | [ 備考 7 ] |

| 日本テレビ系 シンドラ                             | 日本テレビ系 シンドラ                          | 日本テレビ系 シンドラ                              |
| 前番組                                            | 番組名                                         | 次番組                                             |
| ------------------------------------------------- | ---------------------------------------------- | -------------------------------------------------- |
| 武士スタント逢坂くん! （2021年7月27日 - 9月28日） | サムライカアサン （2021年10月12日 - 12月14日） | 恋の病と野郎組 Season2 （2022年1月25日 - 3月29日） |

### 備考
1. ↑  本来の放送枠に自社制作番組『ジョシスタ あいく的』を放送していた関係で、それまでのシンドラ枠は遅れネットが続いていたが、本作よりキー局との同時ネット化を果たした為、『ジョシスタ』は木曜0:59 - 1:29（水曜深夜）に移動した（その後『ジョシスタ』は2022年3月で終了し、『真夜中のイイね♥』を経て現在土曜9:25 - 10:25枠で放送中の『どさんこWEEKEND』に引き継がれている）。
2. ↑  本作よりキー局と同時ネットになった為、それまで放送していた『オードリーさん、ぜひ会ってほしい人がいるんです。』（中京テレビ制作）は水曜1:29 - 1:59（火曜深夜）に移動した。
3. ↑  城島茂の出身地である奈良県も含む。
4. ↑  キー局より6日遅れだったが、12月20日は『第52回防府読売マラソン』放送（1:25 - 3:50）で休止した為、最終回は13日遅れの3:12 - 3:48枠に繰り下げ放送された。
5. ↑  原作者の出身地である三重県も含む。
6. ↑  最終回は1:04 - 1:34に繰り下げ。
7. ↑  『金曜ロードショー』枠拡大等で繰り下げの場合あり。